# Montecchio Maggiore
Montecchio Maggiore (velenceiül Montécio Majore) település Olaszországban, Veneto régióban, Vicenza megyében. Lakosainak száma 23 351 fő (2023. január 1.). Montecchio Maggiore Altavilla Vicentina, Brendola, Montebello Vicentino, Montorso Vicentino, Sovizzo, Zermeghedo, Arzignano, Castelgomberto és Trissino községekkel határos.

## Népesség
A település népességének változása:
| Lakosok száma | 23 526 | 23 316 | 23 351 |
|               | 2017   | 2018   | 2023   |